# Литвинова Пелагея Яківна
Пелаге́я (Поліна) Я́ківна Литви́нова (Литвинова-Бартош; до шлюбу Ба́ртош; 3 (15) жовтня 1833, хутір Теребень біля села Землянка Глухівського повіту Чернігівської губернії — 8(21) вересня 1904, село Землянка, нині Глухівського району Сумської області) — українська громадська діячка, етнографиня, фольклористка.

## Життєпис
Народилася на хуторі Теребень (Теребенька, Теребені) біля села Землянка Глухівського повіту Чернігівської губернії в сім'ї титулярного радника Якова Яковича Бартоша — дрібного землевласника, якому не вдалося підтвердити право на дворянство. У деяких матеріалах місцем народження Пелагеї називають місто Хмільник, де вона жила з батьками в 1833—1839 роках.
По лінії матері — Єлизавети Федорівни (1801—1847) — походила зі знатного старшинського роду Туманських. Була онукою письменника, історика, перекладача і видавця, члена Російської Академії наук Федора Осиповича Туманського.
Перші роки життя провела у подільському містечку Хмільник. Пелагея рано залишилася без матері, а 1848 року — і без батька. Навчалася спочатку в приватному пансіону Г. К. Серебрякової у м. Шостці, при Шостківському казенному пороховому заводі, а потім у 1847—1852 роках у Московському Єлизаветинському інституті для шляхетних дівчат.
1853 року одружилася з 37-річним чернігівським поміщиком Петром Олексійовичем Литвиновим, племінником історика, етнографа Олександра Марковича. В шлюбі народила 10 дітей (7 синів і 3 дочки). Жила в маєтку чоловіка — в селі Богданове (нині в складі села Полошки Глухівського району Сумської області). Особисто керувала вихованням й освітою дітей. Від середини 1860-х років, коли діти підросли, мешкала за місцем їхнього навчання — в Глухові, Новгороді-Сіверському, Ніжині, Києві та Москві.
Саме в цей час Пелагея Литвинова долучається до громадського життя України 70-х років XIX століття. Вона працює в різних галузях — допомагає притулкам для дітей, жінкам, постійно бере участь у обговоренні актуальних питань громадськості. Акцентуючи увагу на «жіночому питанні», Литвинова-Бартош у своїх виступах неодноразово порушувала питання необхідності покращення жіночого становища в тогочасному соціумі і питання рівності загалом.
Протягом 1870—1871 років Литвинова-Бартош відвідувала Луб'янські курси Геріє в Москві, а 1872 року після повернення до Києва отримала свідоцтво про право на педагогічну діяльність і у 1875 році відкрила в Києві початкову школу. Для учнів упорядкувала цікаві посібники: «Азбука для народних шкіл» та «Оповідання для дітей». У своїй педагогічній діяльності дослідниця керувалася насамперед методикою Ушинського. Вона вважала, що діти різних соціальних станів мають навчатися за однаковими програмами та підручниками. Намагаючись адаптувати свою «Азбуку» до потреб українських дітей, Литвинова-Бартош писала її зрозумілою для них мовою. У підручнику містилася абетка, склади, речення, прописи цифри та ілюстрації, а тексти молитов були вилучені. Втім, не зважаючи на передові погляди Литвинової-Бартош і реалізацію її прогресивних педагогічних методів у навчанні своїх вихованців, навчальний заклад, не маючі стабільного фінансування, проіснував недовго.
Однією з перших її публікацій була стаття зі спростуванням помилкових біографічних відомостей про Ф. Туманського у «Санкт-Петербургских ведомостях» (1875).
Практично все своє життя Литвинова-Бартош збирала зразки народного орнаменту, замальовувала візерунки вишивок, ткацтва, малюнки на кахлях, керамічних виробах, дереві, змальовувала писанки, рушники, скатертини. Результатом плідної дослідницької роботи став перший випуск праці «Південно-русикий народний орнамент», що вийшов у 1878 році. До збірника увійшли 20 таблиць зі зразками орнаментів для вишивання, ткацтва та писанкарства, зібрані у Глухівському повіті Чернігівської губернії.
Працюючи над дослідженням місцевого етнографічного матеріалу, П. Литвинова-Бартош у 1879 році видала працю «Сборник народных русских узоров для женского рукоделия», що містила передмову та 10 таблиць ілюстративного матеріалу. Навесні 1902 року вона видала другий випуск «Южно-русского народного орнамента», який отримав високу оцінку сучасників і став одним з найкращих її досліджень. До збірника увійшли 20 таблиць зі зразками орнаментів для вишивання, ткацтва, килимарства і писанкарства, зібраними у чотирьох повітах Чернігівської губернії (Стародубському, Новгород-Сіверському, Кролевецькому і Контопському).
На початку 1880-х рокі близько трьох років знімала для себе і двох синів квартиру в Глухові в будинку батьків майбутнього академіка М. Василенка (за спогадами М. Василенка, під її впливом він почав читати поетичні твори М. Некрасова, час. «Отечественные записки» та інші суспільно-політичні видання).
По смерті батькової сестри у 1886 році, успадкувала хутір у с. Землянка (нині село Глухівського р-ну), мешкала там до кінця своїх днів. Живучи переважно в провінції, вивчала народні вірування, промисли і заняття (ткацтво, рибальство, кулінарію), збирала усну народну творчість, писанки, рушники, плахти, візерунки народної вишивки тощо. Вивчала народну медицину, умови виховання дітей, побут, домашнi промисли селян. Підготувала опис давніх українських свят зимового циклу народного календаря.
Співпрацювала з київськими виданнями «Заря» і «Труд». Опублікувала кілька альбомів народних візерунків та низку дописів, статей і споминів у часописі «Киевская старина».
Переклала комедії Ж.-Б. Мольєра «Жорж Данден, або Обдурений чоловік» (під назвою «Грицько Дендрик, або Одарчин чоловік») та «Лікар мимоволі» («Знахар поневолі»).
Не дивлячись на свій достатньо похилий вік, Пелагея Яківна була активним діячем Глухівського земства. Працюючі у кустарному та місцевому відділах земства, П. Литвинова-Бартош проводила численні Серія «Історія та географія». – Харків, 2018. – Вип.55 51 етнографічні розвідки у багатьох селах та хуторах. Вона об'їжджала ремісничі майстерні ткачів, золотарів, гончарів, збирала і впорядковувала колекції писанок, рушників, хусток, вивчала вироби деревообробного і ювелірного мистецтва (каблучки, орнаментовані люльки, хрести). На початку 1880-х років, за свою самовіддану працю під час підготовки до Московської виставки, дослідниця отримала почесний диплом і бронзову медаль.
Широку відомість набули її дослідження весільних обрядів і звичаїв, опубліковані 1900 у Львові за редакцією Ф.Вовка (на думку фахівців, вони і сьогодні не втратили свого наукового значення). Ця наукова робота є детальним аналізом усіх етапів народного весільного обряду у с. Землянка, що увібрав у себе традиції, які існували у давнину на Глухівщині та Чернігівщині. Це дослідження базується як на матеріалі з розповідей селян так і на власних записах і спостереженнях Пелагеї Яківни. Окрім розгорнутих характеристик і пояснень у праці також міститься багатий фольклорний та етнографічний матеріал, а також авторські малюнки обрядових страв та весільних прикрас.
Була обрана дійсним членом Наукового товариства імені Шевченка, членом-кореспондентом Паризького антропологічного товариства. Співпрацювала також з Російський географічним товариством і петербурзьким «Вольным экономическом обществом» (для останнього, зокрема, досліджувала ведення сільського господарства й готувала відповідні статистично-економічні описи сіл Богданове і Землянка). Її дослідження в галузі економічних питань сільського господарства були високо оцінені Вільно-Економічним товариством у Москві. Окрім схвальних відгуків щодо її роботи, Пелагеї Литвиновій-Бартош було надіслано диплом про обрання її членом-кореспондентом цього товариства. Допомагала М.Біляшівському в організації археологічних розвідок у с. Богданове. Брала участь у роботі 12-го Археологічного з'їзду в Харкові (1902).
Практично немає такої галузі народної культури, яку б поминула увагою у своїх численних краєзнавчих дослідженнях П. Я. Литвинова-Бартош. Вона збирала матеріали з народного ткацтва, рибальства, кулінарії, народних вірувань, традицій, побуту, господарства тощо. Всі ці матеріали, зібрані під час численних етнографічних, мистецтвознавчих та фольклористичних розвідок, дослідниця ретельно вивчала та систематизувала. Зроблені та видані нею наукові записи здобули їй широку славу видатного знавця українських старожитностей не тільки в Україні, а й у Європі.
В останні роки життя працювала над «Народним календарем», «Ткацтвом» та «Народною кухнею», і не дивлячись на тяжку хворобу останніх років свого життя, Пелагея Яківна невтомно працювала над відтворенням старовинних народних орнаментів та вишивки. Вона замовила у м. Кролевці верстат, сама ткала на ньому і навчала інших, відвідувала кустарів, мріяла влаштувати у своєму с. Землянці ткацьку школу й подарувати її селу. Мріяла також створити детальну етнографічну карту своїй волості із зазначенням старовинних географічних назв всіх населених пунктів і природних об'єктів (урочищ, лісів, озер, балок тощо), записати народні оповідання та легенди щодо місцевої топоніміки.
Передала багато експонатів зі своїх колекцій до петербурзьких і московських музеїв.
Померла Пелагея Яківна 21 вересня 1904 рок. Похована на цвинтарі під великою ялиною навпроти її будинку в с. Землянка. Будинок П. Литвинової-Бартош зберігся до нашого часу, зараз там розташована Землянківська сільська рада

## Ушанування пам'яті
В 2019 році на її батьківщині в с. Землянка до 185-ї річниці від дня народження був створений музей, що відкрився 10 серпня.
Її колекції, незавершені праці, рукописи і листування зберігаються нині у фондах Інституту мистецтвознавства, фольклористики та етнології імені М. Рильського НАН України, Інституту археології НАН України (листи до Ф. Вовка) та Національного музею історії України.
2024 року вийшов світ глибокий та емоційний роман-біографія про видатну українку «Золотої письменниці України» Світлани Талан.

## Праці[2][4]
Найзначнішим етнографічним твором Литвинової стали «Весільні обряди і звичаї у селі Землянці Глухівського повіту в Чернігівщині». Праця побачила світ 1900 року у Львові в третьому томі «Матеріалів до українсько-руської етнології». Це було видання етнографічної комісії Наукового товариства імені Шевченка за редакцією Федора Вовка.
- Ф. О. Туманский. «Санкт-Петербургские ведомости», 1875, № 218
- Азбука для народных школ. Составлена по звуковому методу для наглядного обучения. К., 1877
- Русские народные узоры, вып. 1: Малорусские узоры Черниговской и Полтавской губернии. К., 1877
- Южно-русский народный орнамент, вып. 1: Черниговской губернии Глуховский уезд: Узоры, вышиванья, тканья и рисованья. К., 1878 (2-ге вид., 1899)
- Сборник народных русских узоров для женских рукоделий. К., 1879
- Еще о старинных трактах или дорогах в Южной России. «Киевская старина», 1883, т. 5, № 3
- Криница — богиня плодородия у северян. Там само, 1884, т. 8, № 4
- Как сажали в старину людей старых на лубок. Там само, 1885, т. 12, № 6
- Как землянцы потеряли свою вольницу. Там само, 1886, т. 15, № 6
- Закрутки і заломи. Там само, 1899, т. 64, № 3
- Весільні обряди і звичаї у селі Землянці Глухівського повіту у Чернігівщині. В кн.: Матеріяли до українсько-руської етнольогії, т. 3. Львів, 1900
- Южно-русский народный орнамент, вып. 2: Черниговская губерния (уезды: Конотопский, Кролевецкий, Новгород-Северский и Стародубский). Х., 1902
- К истории основопрививания в Малороссии. «Киевская старина», 1904, т. 85, № 5, Очерк из жизни старосветских помещиков. Там само, 1904, т. 86, № 7–8
- Олійниця у селі Землянці Глуховського повіту на Чернігівщині. В кн.: Матеріяли до українсько-руської етнології, т. 6. Львів, 1905
- Малоросійські святки. «Наука i суспільство», 1989, № 12
- Русские народные узоры. М., 2006.